# HMS Regent (N41)
| «Регент»                                                              | «Регент»                                                                             | «Регент»                                                                             |
| --------------------------------------------------------------------- | ------------------------------------------------------------------------------------ | ------------------------------------------------------------------------------------ |
| HMS Regent (N41)                                                      |                                                                                      |                                                                                      |
|                                                                       |                                                                                      |                                                                                      |
| Підводний човен «Регент» у поході                                     |                                                                                      |                                                                                      |
| Верф                                                                  | Vickers Shipbuilding and Engineering, Барроу-ін-Фернесс                              | Vickers Shipbuilding and Engineering, Барроу-ін-Фернесс                              |
| Під прапором                                                          | Велика Британія                                                                      | Велика Британія                                                                      |
| Належність                                                            | Військово-морські сили Великої Британії                                              | Військово-морські сили Великої Британії                                              |
| Порт приписки                                                         | Гонконг Александрія Валлетта                                                         | Гонконг Александрія Валлетта                                                         |
| Замовлення                                                            | 29 лютого 1929                                                                       | 29 лютого 1929                                                                       |
| Закладений                                                            | 19 червня 1929                                                                       | 19 червня 1929                                                                       |
| Спуск на воду                                                         | 11 червня 1930                                                                       | 11 червня 1930                                                                       |
| Введений до складу флоту                                              | 11 листопада 1930                                                                    | 11 листопада 1930                                                                    |
| На службі                                                             | 1930—1943                                                                            | 1930—1943                                                                            |
| Девіз                                                                 | «Я керую, служачи» лат. «Serviendo Regno»                                            | «Я керую, служачи» лат. «Serviendo Regno»                                            |
| Загибель                                                              | 18 квітня 1943 року ймовірно підірвався на морській міні та затонув поблизу Барлетти | 18 квітня 1943 року ймовірно підірвався на морській міні та затонув поблизу Барлетти |
| Бойовий досвід                                                        | Друга світова війна Тихоокеанський ТВД Битва на Середземному морі                    | Друга світова війна Тихоокеанський ТВД Битва на Середземному морі                    |
| Нагороди                                                              | 1 бойова відзнака                                                                    | 1 бойова відзнака                                                                    |
| Проєкт                                                                |                                                                                      |                                                                                      |
| Тип ПЧ                                                                | океанський підводний човен                                                           | океанський підводний човен                                                           |
| Основні характеристики                                                |                                                                                      |                                                                                      |
| Швидкість (надводна)                                                  | 17,5 вузлів (32,4 км/год)                                                            | 17,5 вузлів (32,4 км/год)                                                            |
| Швидкість (підводна)                                                  | 8,6 вузлів (15,9 км/год)                                                             | 8,6 вузлів (15,9 км/год)                                                             |
| Робоча глибина занурення                                              | 75 м                                                                                 | 75 м                                                                                 |
| Гранична глибина занурення                                            | 90 м                                                                                 | 90 м                                                                                 |
| Автономність плавання                                                 | 28 діб                                                                               | 28 діб                                                                               |
| Екіпаж                                                                | 53-56 офіцерів та матросів                                                           | 53-56 офіцерів та матросів                                                           |
| Розміри                                                               |                                                                                      |                                                                                      |
| Довжина найбільша (по КВЛ)                                            | 79,9 м                                                                               | 79,9 м                                                                               |
| Ширина корпусу найб.                                                  | 7,3 м                                                                                | 7,3 м                                                                                |
| Середня осадка (по КВЛ)                                               | 4,3 м                                                                                | 4,3 м                                                                                |
| Водотоннажність надводна                                              | 1791 тонна                                                                           | 1791 тонна                                                                           |
| Водотоннажність підводна                                              | 2060 тонн                                                                            | 2060 тонн                                                                            |
| Силова установка                                                      |                                                                                      |                                                                                      |
| Дизель-електрична: 2 × дизельних двигуни Admiralty 2 × електродвигуни |                                                                                      |                                                                                      |
| Гвинти                                                                | 2                                                                                    | 2                                                                                    |
| Потужність                                                            | 4 640 к. с. (дизельні двигуни) 1 635 к.с. (електродвигуни)                           | 4 640 к. с. (дизельні двигуни) 1 635 к.с. (електродвигуни)                           |
| Озброєння                                                             |                                                                                      |                                                                                      |
| Артилерія                                                             | 1 × 120-мм корабельна гармата Mark XII                                               | 1 × 120-мм корабельна гармата Mark XII                                               |
| Торпедно- мінне озброєння                                             | 8 × 533-мм торпедних апаратів                                                        | 8 × 533-мм торпедних апаратів                                                        |

«Регент» (англ. HMS Regent (N41) — військовий корабель, підводний човен типу «Рейнбоу» Королівського військово-морського флоту Великої Британії часів Другої світової війни.
Субмарина брала активну участь у бойових діях на морі в Другій світовій війні; корабель бився у Тихому та Індійському океанах, на Середземному морі, виконував завдання з поставок критично важливих вантажів на обложений острів Мальта.

## Історія створення
Підводний човен «Регент» був закладений 19 червня 1929 року на верфі компанії Vickers Shipbuilding and Engineering у Барроу-ін-Фернесс. 11 червня 1930 року він був спущений на воду, а 11 листопада 1930 року увійшов до складу Королівських ВМС Великої Британії. 

## Історія служби
Після введення до строю, підводний човен «Регент» увійшов до складу 4-ї флотилії ПЧ на Китайській станції британського флоту. До 1940 року діяв тут разом з плавучою базою підводних човнів «Медвей» та підводними човнами «Рейнбоу», «Регулюс» і «Ровер». З серпня 1939 до червня 1940 року здійснив три бойових походи у Південно-Східній Азії.
З липня 1940 року переведений до Середземноморського флоту в Александрію. Діяв у складі 1-ї британської флотилії підводних човнів, брав участь у патрулюванні в Середземному морі. «Регент» залучався до доставлення вантажів на обложений острів, а також патрулювання західної частини Середземного моря.
Здійснюючи патрулювання-перехоплення, у жовтні «Регент» потопив два торговельні судна біля Дураццо, Албанія. Судна мали загальний тоннаж 6068 тонн.[1] Одним із суден було італійське вітрильне судно Maria Grazia (188 GRT). «Регент» потопив її, протаранивши 5 жовтня біля Барі на 41°05′N 17°45′E. Через чотири дні він потопив італійське торговельне судно Antonietta Costa (5900 GRT).
14 або 15 січня 1942 року «Регент» був біля Бенгазі, Лівія. Там він потопив MV Città di Messina, яке перебувало під супроводом італійського міноносця «Кентауро»; загинуло 432 людини.
У листопаді британські підводні човни «Регент», «Отус», «Юнік», «Ультиматум», «Урсула» і «Ардж» були розгорнуті для перекриття конвоїв, що пливли між Італією і Триполі. Група не мала успіху.